# Václav Němec (1929)
Václav Němec (17. ledna 1929 Zvole u Jaroměře – 22. června 2013 Jaroměř) byl český lesník, pedagog a publicista.
Václav Němec se narodil v zemědělské rodině ve Zvoli u Jaroměře a do Jaroměře chodil na reálné gymnázium. Následně se stal jedním z prvních absolventů Státní vyšší lesnické školy, dnešní České lesnické akademie v Trutnově (1946–1950). Po maturitě pracoval u lesní správy města Jaroměře. Po povinné vojenské službě byl jmenován vedoucím polesí Zvičina, Lesní závod Dvůr Králové. V letech 1956–1960 vyučoval odborné předměty na Lesnické mistrovské škole ve Šluknově. Při zaměstnání zároveň dálkově studoval Lesnickou fakultu Vysoké školy zemědělské v Praze, kde byl v roce 1964 promován lesním inženýrem. Dále se vzdělával na pedagogické fakultě Vysoké školy zemědělské v Praze, kde v roce 1969 získal učitelskou kvalifikaci (způsobilost). V roce 1958 absolvoval státní zkoušku pro odborné lesní hospodáře.
Většinu své profesní dráhy spojil s Trutnovem. V letech 1960–1990 působil na Střední lesnické škole (dnešní České lesnické akademii v Trutnově), kterou sám předtím vystudoval a kde se stal středoškolským pedagogem zaměřujícím se na vyučování lesní těžby a praxe. V letech 1970–1974 zastával na trutnovské lesnické škole i funkci pedagogického zástupce ředitele školy a v letech 1974–1990 vedoucího učitele praktického vyučování a dílen (vedoucího praktické výuky) a vedoucího pomaturitního studia pro pracovníky v lesním hospodářství. Byl také bezpečnostním technikem školy a školního polesí.
V roce 1991 se zasloužil o navrácení lesů městu Jaroměři a od téhož roku Městské lesy Jaroměř se sídlem Prorubech vedl. Z Trutnova do Jaroměře se přestěhoval v roce 2001. Dne 17. ledna 2004 mu rada města Jaroměře udělila titul lesní rada, neboť za Němcovy éra město díky lesům velmi bohatlo.
Za své politické názory byl odvelen k PTP a na nucené práce v dolech na Ostravsku (1951–1953). Po srpnu 1968 mu byly zabaveny lovecké střelné zbraně.

## Ocenění
Za svou činnosti obdržel několik ocenění. V roce 1989 to bylo vyznamenání Zasloužilý pracovník ministerstva lesů a dřevařského průmyslu ČSR. O pět let později to byla dne 21. října 1994 Pamětní medaile města Jaroměře. 3. března 2005 mu bylo uděleno čestné občanství jeho rodné obce Rychnovek-Zvole. Dne 18. prosince 2008 dostal čestné občanství města Jaroměře za významný podíl na rozvoji města, především za zachování a rozvoj městských lesů.

## Publikace
Václav Němec je jako autor či spoluautor je podepsán u 27 lesnických textů a učebnic (zejm. lesní těžby) i odborných a vlastivědných prací.
- Vlastivěda obce Zvole u Jaroměře (2004), vydala obec Rychnovek[6]
- Minulost a současnost lesů města Jaroměře (2006)
- Rychnovek na Jaroměřsku (2009)
- Vlčkovice v Podkrkonoší (2010)[3]